# Tomíkovice

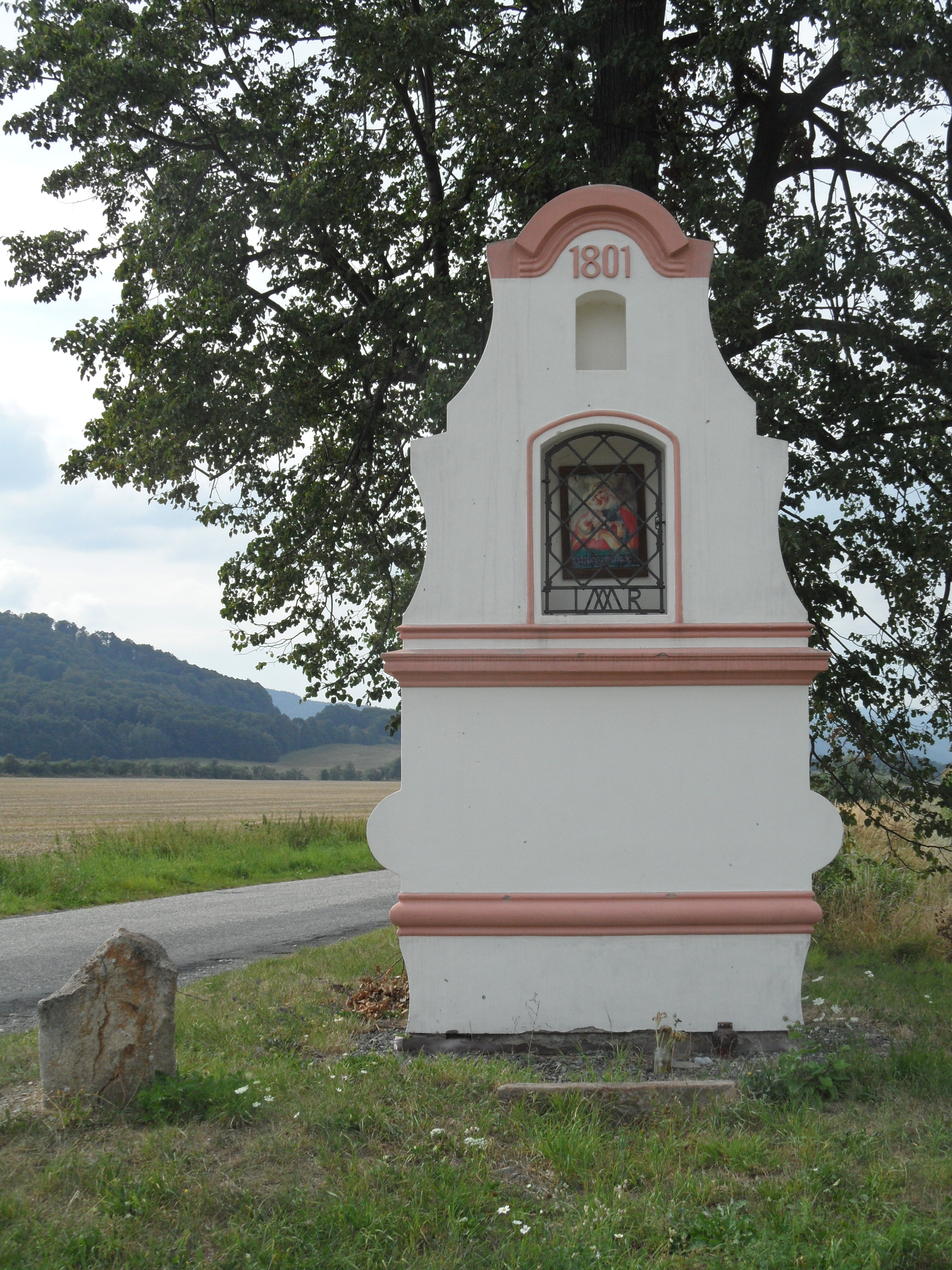
Bildstock

Tomíkovice (deutsch Domsdorf) ist ein Ortsteil der Stadt Žulová in Tschechien. Er liegt 13 Kilometer nordwestlich von Jeseník und gehört zum Okres Jeseník.

## Geographie
Tomíkovice erstreckt sich im Westen des Friedeberger Berglands (Žulovská pahorkatina) am Unterlauf des Skorošický potok vor dessen Einmündung in die Vidnavka (Schlippwasser). Westlich erheben sich die markante Kaní hora (Hutberg, 476 m) und der Lánský vrch (422 m), südöstlich liegen der Borový vrch (487 m) und die Boží hora (527 m). Östlich führt die Eisenbahnstrecke Lipová-lázně–Javorník durch das  Tal der Vidnavka, die Bahnstation in Žlíbek trägt den Namen Tomíkovice.
Nachbarorte sind Annín im Norden, Kobylá nad Vidnavkou im Nordosten, Žlíbek im Osten, Černá Voda im Südosten, Žulová im Süden, Skorošice und Petrovice im Südwesten, Vojtovice, Sedmlánů und Bergov im Westen sowie Vlčice, Dolní Les und Buková im Nordwesten.

## Geschichte
Die Existenz des Dorfes wird durch dessen urkundliche Ersterwähnung aus dem Jahr 1291 belegt. Aus dem Jahre 1284 ist noch ein Dorf Glinna überliefert, das sich in unmittelbarer Nachbarschaft von Tomíkovice befunden hat und wahrscheinlich darin aufgegangen ist. Das zum Fürstentum Neisse gehörende Dorf fiel, wie weitere in der Umgebung, im Laufe des 14. Jahrhunderts wüst und wurde um 1576 unter Bischof Martin von Gerstmann wiederbesiedelt. Es entstand auch ein Vogtshof. Nach dem Ende des Dreißigjährigen Krieges bestand die Einwohnerschaft Domsdorfs aus 18 Bauern und 16 Gärtnern. Um die Mühle im Tal des Schlippwassers entstand zu dieser Zeit die kleine Ortschaft Schlippe. Der Vogtshof erhielt 1671 die Rechte eines Rittergutes und nach zahlreichen Besitzerwechseln erwarb ihn 1733 das Nonnenkloster St. Maria Magdalena in Neisse. Nach dem Ersten Schlesischen Krieg 1742 und der Teilung Schlesiens verblieb Domsdorf bei Österreichisch-Schlesien. 1794 wurde in Domsdorf eine eigene Dorfschule eröffnet. Für das nun in Preußen liegende Kloster war die Verwaltung des Besitzes zu umständlich geworden, deshalb verkauften die Schwestern den Vogtshof 1807 an Johann Nepomuk Oehl. 1836 bestand das Dorf aus 105 Häusern und hatte 604 Einwohner.
1844 erwarb der Garnhändler Josef Latzel aus Gurschdorf den Hof. Zu dieser Zeit befand sich die Leineweberei und Garnspinnerei auch in Domsdorf in einer tiefen Krise, und in Preußisch Schlesien brach der Weberaufstand aus. Latzel gründete 1848 in Domsdorf die erste Spinnschule, auf der die Teilnehmer in praktischen Kursen effizientere Spinntechniken nach westfälischen Methoden vermittelt bekamen, die so im gesamten Freiwaldauer Gebiet Verbreitung fanden.
Nach der Aufhebung der Patrimonialherrschaften kam Domsdorf 1850 zum politischen Bezirk Freiwaldau und Gerichtsbezirk Weidenau. Die Bewohner lebten überwiegend von der Landwirtschaft. Nach dem Niedergang der Spinnerei verdiente sich ein Teil der Dorfbewohner  ihr Brot als Steinmetzen und durch Fuhrdienste im Forst sowie bei den Kalkwerken in Setzdorf. Zum Ende des 19. Jahrhunderts entstanden in Domsdorf, insbesondere am Hutberg, mehrere Granitsteinbrüche, wobei die Steinindustrie im Vergleich zu Friedeberg wenig Bedeutung erlangte. Das Vogtsgut mit der Fläche von mehr als 200 Hektar besaß bis 1890 die Familie Latzel; danach wurde es geteilt. Der Ort war deutsch besiedelt und bestand im Jahre 1900 aus 108 Häusern mit 642 Bewohnern. Bei den Wahlen zum tschechoslowakischen Parlament erzielten 1929 in Domsdorf die Kommunisten die meisten Stimmen, 1935 wurde die Sudetendeutsche Partei zur stärksten Kraft. Nach dem Münchner Abkommen wurde Domsdorf 1938 dem Deutschen Reich angeschlossen und gehörte von 1939 bis 1945 zum Landkreis Freiwaldau. Am 1. Dezember 1930 hatte die Gemeinde Domsdorf 708 Einwohner, am 17. Mai 1939 749 und am 22. Mai 1947 waren es 349 Bewohner.

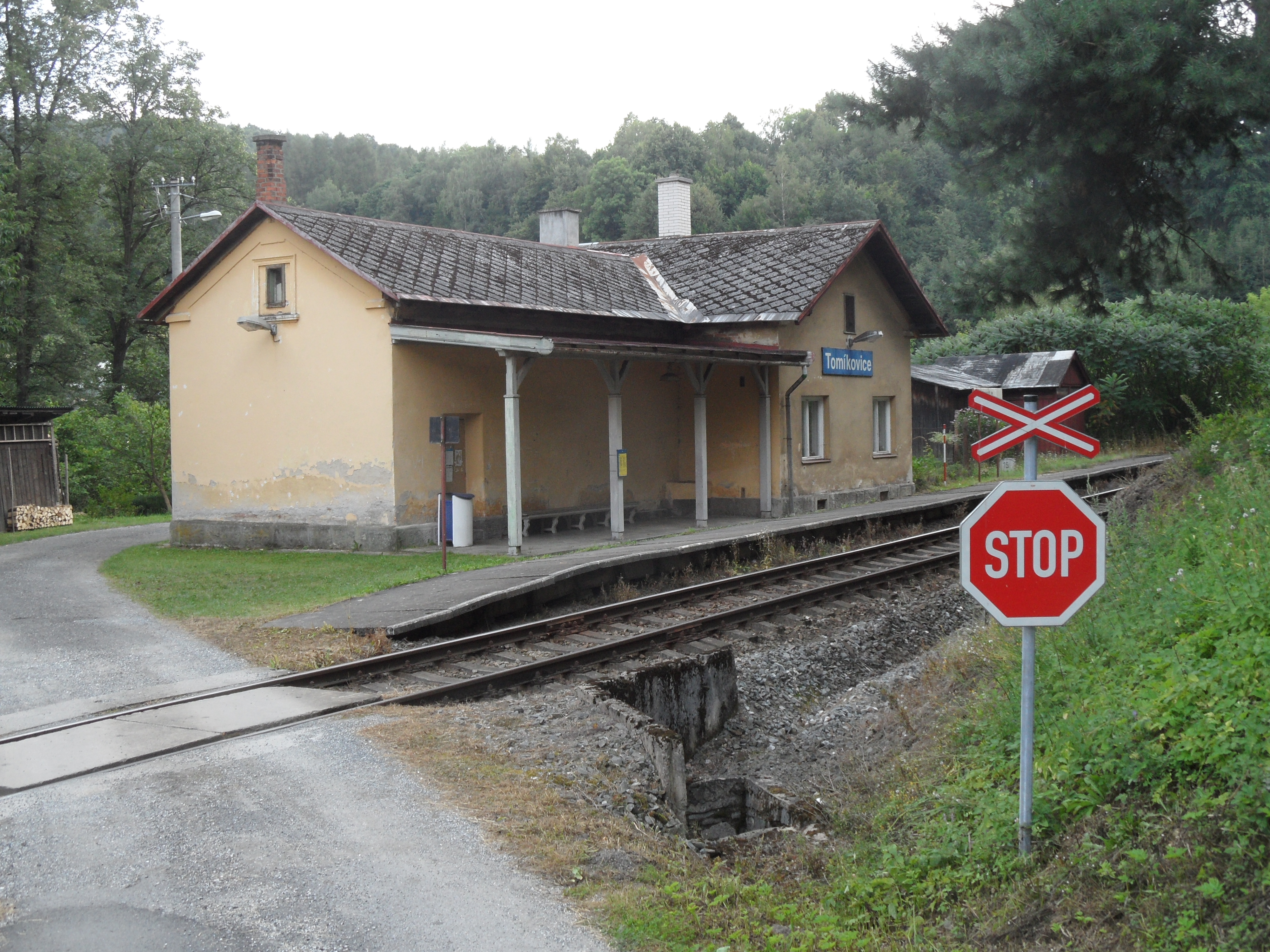
Bahnhof von Tomíkovice

Nach dem Ende des Zweiten Weltkrieges wurden die Deutschen vertrieben und der Ort mit tschechischer Bevölkerung neu besiedelt. 1949 erfolgte die Verstaatlichung des Gutes. 1950 lebten in den 118 Häusern von Tomíkovice nur noch 302 Einwohner.
1960 verlor Tomíkovice seine Selbstständigkeit und kam als Ortsteil zu Skorošice. Mit diesem zusammen erfolgte 1976 die Eingemeindung nach Žulová. Im selben Jahre wurde auch die Schule geschlossen. Bei der Volkszählung von 1991 wurden in Tomíkovice 55 dauerhaft zu Wohnzwecken genutzte Häuser und 233 Einwohner registriert. Im Jahre 2001 bestand das Dorf aus 70 Wohnhäusern, in denen 246 Menschen lebten.

## Ortsgliederung
Der Ortsteil Tomíkovice besteht aus den Grundsiedlungseinheiten Tomíkovice (Domsdorf) und Žlíbek (Schlippengrund).

## Persönlichkeiten
- Ignaz Gulz (1814–1874), Mediziner, Augenarzt und erster Dozent für Ohrenheilkunde an der Universität Wien.[3][4]
- Adolf Latzel, Landtagsabgeordneter